# Knecht Ruprecht (Theodor Storm)
Knecht Ruprecht ist ein Weihnachtsgedicht des Dichters Theodor Storm von 1862, das sich aus seinem ursprünglichen Kontext verselbständigte und aufgrund seiner Popularität oftmals zum deutschen Volksgut gezählt wird.
Der Vers „Es weihnachtet sehr“ steht mittlerweile (ironisch) für eine sich ausbreitende Weihnachtsstimmung, wie auch der Vers „Von drauß vom Walde komm ich her“ dazu benutzt wird, um abweisend auf die Frage zu antworten, woher jemand kommt oder nach dem Aufzug, in dem jemand daherkommt.

## Geschichte
Das Gedicht entstand vermutlich 1862 im thüringischen Heiligenstadt, wo Storm zu jener Zeit als Kreisrichter arbeitete, und war eigentlich in einem unveröffentlichten Weihnachtsspiel enthalten, das Storm für seine Kinder geschrieben hatte. Erst 1993 veröffentlichte Gerd Eversberg das Weihnachtsspiel. Erstmals öffentlich bekannt wurde Knecht Ruprecht, als Storm einen Teil des Gedichts in seiner Novelle Unter dem Tannenbaum einbaute, die kurz vor Weihnachten 1862 in der Leipziger Illustrirten Zeitung erschien, und deren Szenerie den Gebrauch in der Familie Storm einigermaßen zutreffend wiedergeben dürfte. Der zweite Teil des Gedichts wurde erst nach einer im Nachlass Storms befindlichen Handschrift gedruckt – die älteste, handschriftliche Fassung war im Besitz seiner Tochter Gertrud Storm (1865 – 1936) gewesen.

## Versionen
Im ersten Druck in der Novelle Unter dem Tannenbaum steht das Gedicht 1862 noch in der Fassung der Handschrift, während 1864 in der Leipziger Illustrierte Zeitung eine leicht überarbeitete Version abgedruckt wurde.
Die überarbeitete Form nimmt ausdrücklich Bezug auf Heiligenstadt, wo die Szene wohl bei der Stormschen Weihnachtsfeier aufgeführt worden ist und das Gedicht hier noch einen dialogischen Charakter hat: auf die Ansprache des Knecht Ruprecht, den vermutlich der Heiligenstädter Bruder Otto Storm spielte, antwortet wiederholt der Vater der Kinder, also der Dichter selbst.
- In der Handschrift hat das Gedicht Dialogform und begann ursprünglich mit Knecht Ruprechts Begrüßung: „Habt guten Abend, alt und jung, Bin allen wohl bekannt genung“.
- Im Vers 7 statt „finstern Tann“ steht „dichten Tann“
- Nach Vers 16 folgte in der geänderten Fassung der zusätzliche Vers: „So geh denn rasch von Haus zu Haus, Such mir die guten Kinder aus, Damit ich ihrer mag gedenken, Mit schönen Sachen sie mag beschenken.“
- In Vers 17 wird „Jesu Christ“ durch „Herre Christ“ ersetzt
- In Vers 19 wird „in diese Stadt“ durch „nach Heiligenstadt“ ersetzt
- In Vers 20 wird „eitel gute Kinder“ durch „viele brave“ ersetzt
- In Vers 23 „Äpfel, Nuß und Mandelkern“ durch „Apfel, ...“
- Beendet wird das Gedicht original nach Vers 34 von einem längeren Zwiegespräch.[3]

## Beschreibung und Text
In der Heiligenstädter Novelle Unter dem Tannenbaum (1862) wird durch das Gedicht Knecht Ruprecht unter den Bedingungen einer idyllisierten bürgerlichen Familienweihnachtsfeier, seiner Adressierung an die Kinder und einem humoristischen sprachlichen vermeintlichen „Volksbuch“ -Ton selbst ein Wiederaufleben des genuin religiösen Charakters des Festes möglich („O lieber Jesu Christ“, das geöffnete „Himmelstor“). Die ursprüngliche, nur zum privaten Gebrauch verfasste dialogische Langfassung zeigt diese Verbindung von Kindlichkeit, Ursprünglichkeit und zitierter Frömmigkeit weit deutlicher als die Kurzfassung in der Novelle.

„Ruprecht: 
Habt guten Abend, alt und jung
bin allen wohl bekannt genung [sic].
Von drauß vom Walde komm ich her; ich muß Euch sagen es weihnachtet sehr!
Allüberall auf den Tannenspitzen
sah ich goldene Lichtlein sitzen;
und droben aus dem Himmelstor
sah mit großen Augen das Christkind hervor.
Und wie ich so strolcht durch den finsteren Tann,
da rief’s mich mit heller Stimme an:
Knecht Ruprecht, rief es alter Gesell,
hebe die Beine und spute dich schnell!
Die Kerzen fangen zu brennen an,
das Himmelstor ist aufgetan,
Alt und Junge sollen nun
von der Jagd des Lebens einmal ruhn;
und morgen flieg ich hinab zur Erden,
denn es soll wieder weihnachten werden!
So geh denn rasch von Haus zu Haus.
such mir die guten Kinder aus,
damit ich ihrer mag gedenken
mit schönen Sachen sie mag beschenken.
Ich sprach: O lieber Herre Christ,
Meine Reise fast zu Ende ist. Ich soll nur noch in diese Stadt,
Wo’s eitel gute Kinder hat.
Hast denn das Säcklein auch bei dir?
Ich sprach: Das Säcklein, das ist hier,
Denn Äpfel, Nuß und Mandelkern
freßen fromme Kinder gern.
Hast denn die Rute auch bei dir?
Ich sprach: die Rute die ist hier.
Doch für die Kinder, nur die schlechten,
die trifft sie auf den Teil, den rechten.
Christkindlein sprach: So ist es recht.
So geh mit Gott, mein treuer Knecht!
Von drauß, vom Walde komm ich her,
Ich muß euch sagen es weihnachtet sehr!
Nun sprecht wie ich’s hierinnen find:
sind’s gute Kind, sind’s böse Kind?
Vater: 
Die Kindlein sind wohl alle gut,
haben nur mitunter was trotzigen Mut.
Ruprecht: 
Ei, ei, für trotzgen Kindermut
ist meine lang Rute gut!
Heißt es bei Euch denn nicht mitunter: Nieder den Kopf und die Hosen herunter?
Vater: 
Wie einer sündigt so wird er gestraft;
die Kindlein sind schon alle brav.
Ruprecht: 
Stecken sie die Nas auch tüchtig ins Buch,
lesen und schreiben und rechnen genug?
Vater: 
Sie lernen mit ihrer kleinen Kraft,
wir hoffen zu Gott, daß es endlich schafft.
Ruprecht: 
Beten sie denn nach altem Brauch
im Bett Ihr Abendsprüchlein auch?
Vater:
Neulich hört ich im Kämmerlein
eine kleine Stimme sprechen allein;
und als ich an die Tür getreten,
für alle Lieben hört ich sie beten.
Ruprecht: 
So nehmet denn Christkindleins Gruß,
Kuchen und Äpfel, Äpfel und Nuß;
probiert einmal von seinen Gaben
morgen sollt ihr was beßeres haben.
Dann kommt mit seinem Kerzenschein Christkindlein selber zu euch herein.
Heut hält es noch am Himmel Wacht; nun schlafet sanft, habt gute Nacht.“